# سيسيل ر. رينولدز
سيسيل ر. رينولدز (بالإنجليزية: Cecil R. Reynolds)‏ هو عالم نفس أمريكي، ولد في 7 فبراير 1952 في Marine Corps Base Camp Lejeune ‏ في الولايات المتحدة.